# 小方竹
小方竹（学名：Chimonobambusa convoluta Q. H. Dai & X. L. Tao，异名：Chimonobambusa convulata  ）为禾本科寒竹属下的一个种。

## 生态习性[1]
| 产地： | 广西田林、那坡； |
| 海拔： | 800-1400m；      |

## 形态特征[1]
秆2-3米高，1-2厘米直径； 节间圆柱状或者有点四棱形，12-20厘米，最初浓密具条纹，黄褐色被绒毛，变得多疣； 突出的节具脊，在基部的更多的水平节没有分枝，戒指的刺5-7根的基部节； 鞘痕具一枚浓密反曲的黄褐色的被绒毛的戒指和宿存的鞘基部。 每节分枝3。 竿箨紫褐色认出，短于节间，似纸，稀少棕色刚毛，在护套基地，边棕色的纤毛虫的更多的密被刚毛； 口头的刚毛无到2； 弧曲的叶舌，约1毫米，有细锯齿的顶； 叶片线状披针形， 1-2 * 0.2-0.3 厘米，无毛，有节。 每末级的分枝叶2-4； 浓密的鞘棕色绒毛，一边缘棕色具缘毛； 口头刚毛直立，浅，毫米； 叶舌约1毫米； 叶片长圆状披针形， 16-22 * 1-1.5 厘米，背面浓密白色短柔毛，正面无毛，除了粗糙接近于，次脉4或5配对。 花序未知。